# Соборное (Тернопольская область)
Собо́рное (укр. Соборне, до 2016 г. — Жовтне́вое, до 1957 г. — Жу́ково, до 1946 г. — Черне́лев-Мазове́цкий) — село в Байковецкой сельской общине Тернопольского района Тернопольской области Украины.
Население по переписи 2001 года составляло 646 человек. Почтовый индекс — 47713. Телефонный код — 352.

## История
В 1946 г. Указом Президиума ВС УССР село Чернелев-Мазовецкий переименовано в Жуково